# Liste der Kulturdenkmäler im Kosovo

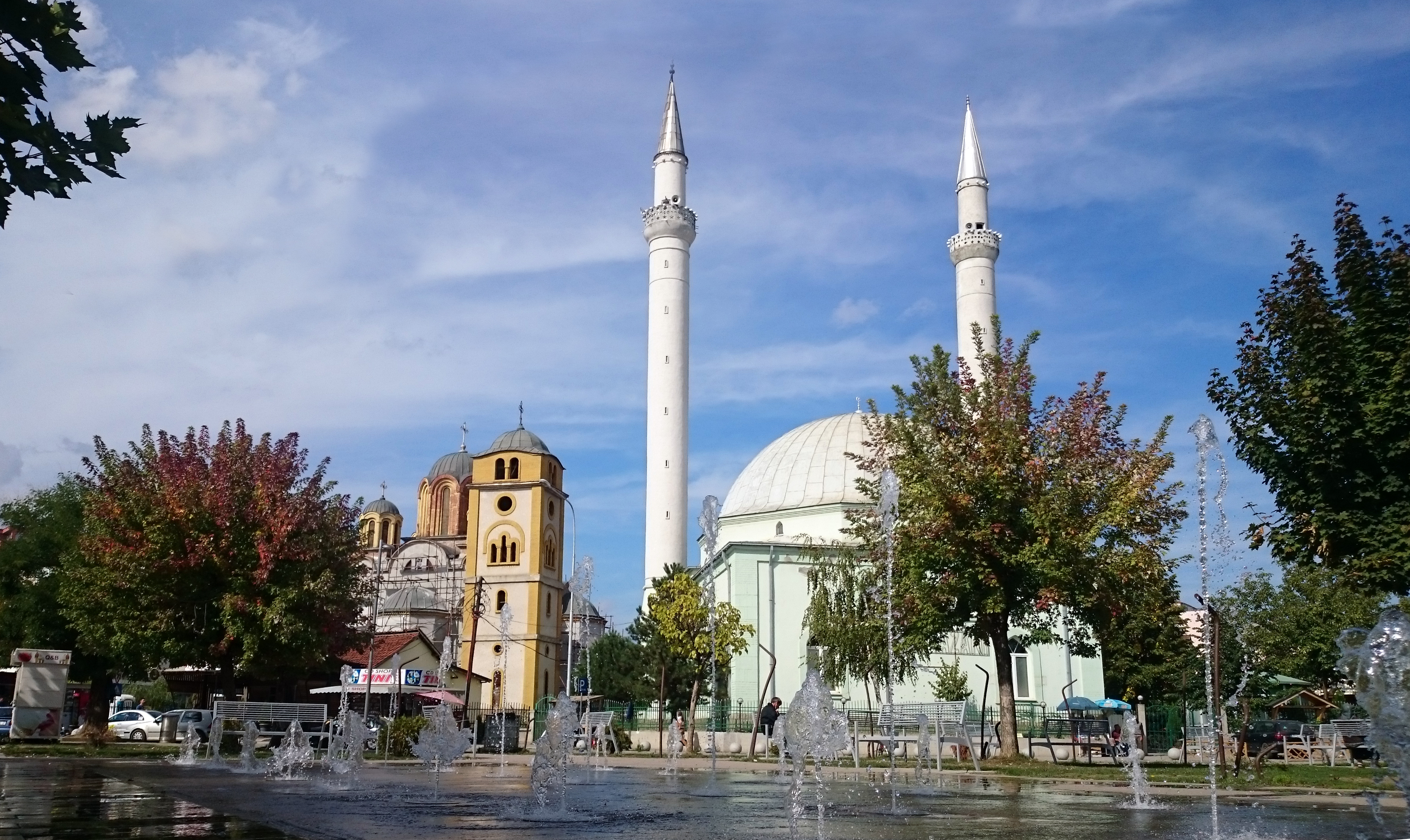
Kathedrale und Moschee in Ferizaj

Diese Aufstellung listet ausgewiesene Kulturdenkmäler im Kosovo auf. Die Liste des geschützten kulturellen Erbes des Kosovos aus dem Jahr 2015 führt mehr als 1500 Objekte auf. Die folgende Aufstellung enthält im Wesentlichen eine Auswahl der UNESCO aus dem Jahr 2003, welche die Denkmäler aufgrund des völkerrechtlich umstrittenen Status des Kosovo unter Serbien führt.

## Bedrohung der Kulturdenkmäler

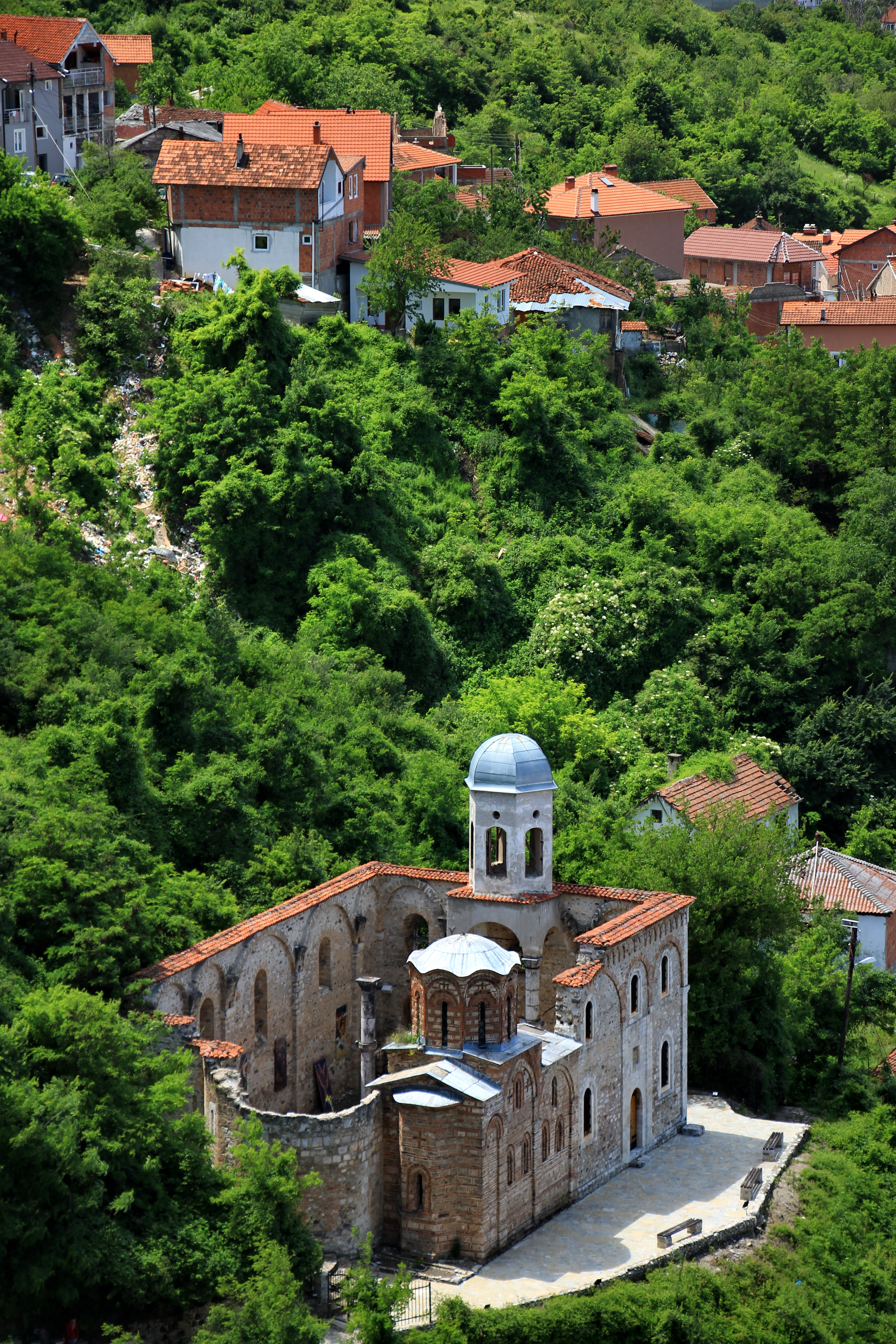
2004 zerstörte Erlöserkirche in Prizren

Die UNESCO hat im März 2003 einen Bericht zum Kulturerbe im Kosovo herausgegeben. Dabei führte sie eine Reihe von erhaltungswürdigen Bauten sowohl allgemeiner als auch regionaler Bedeutung auf. Die UNESCO sah damals das architektonische Erbe des Kosovos in Gefahr. Sehr viele Bauwerke – vor allem serbisch-orthodoxe und muslimische Sakralbauten – wurden durch Sprengung, Brandstiftung und Plünderung zerstört. Nach Angaben des Kosovo Cultural Heritage Survey der Harvard University wurden 1998/1999 über 200 Moscheen oder andere islamische Bauwerke von serbischen Einheiten zerstört. Die serbisch-orthodoxe Kirche gibt die Zahl der von Albanern schwer beschädigten oder zerstörten Kirchen zwischen Mai und Oktober 1999 mit 76 an. Zwischen 1999 und 2004 wurden 38 Kulturgüter (15 davon als von herausragender Bedeutung eingestuft) mit geschütztem Status zerstört, bei den Ausschreitungen im Kosovo 2004 nochmals 18 Kulturgüter mit geschütztem Status (6 davon als von herausragender Bedeutung eingestuft), so dass nach dem März 2004 eine Gesamtheit von 140 zerstörten kulturellen Monumenten, Kirchen und anderen Sakralbauten zerstört war.

## Ausgewählte Kulturdenkmäler

### Serbisch-orthodoxe Sakralbauten
Die serbischen Sakralbauten gehören zu den ältesten Baudenkmälern im Kosovo. Sie stammen aus der Zeit des mittelalterlichen serbischen Reiches und reichen zurück bis ins frühe 14. Jahrhundert.

#### UNESCO-Welterbe
Die folgenden Bauwerke wurden 2006 als Bestandteile der Welterbestätte Mittelalterliche Denkmäler im Kosovo in das UNESCO-Welterbe aufgenommen:
- Patriarchenkloster Peć in Peja: Der Gebäudekomplex stammt aus dem 11. bis 14. Jahrhundert und enthält Wandmalereien, Ikonen und Manuskripte von hohem Wert. Das Patriarchenkloster ist bis heute nomineller Sitz des serbisch-orthodoxen Patriarchats.
- Kloster Visoki Dečani in Deçan: Das Kloster wurde im 14. Jahrhundert erbaut, die Hauptkirche ist eines der seltenen Beispiele für den Einfluss romanischer und gotischer Architektur auf dem Balkan. Berühmt ist das Kloster für seine Wandmalereien.
- Kloster Gračanica in Gračanica: Die Kirche des Klosters wurde im 14. Jahrhundert erbaut und reich mit Fresken ausgeschmückt. Das Kloster ist Sitz des orthodoxen Bischofs von Raszien und Prizren. Die Kirche gilt als eines der schönsten Beispiele für späte byzantinische Architektur.
- Muttergotteskirche Ljeviska in Prizren: Die einzige erhaltene mittelalterliche serbische Stadtkathedrale wurde in den Jahren 1306/07 errichtet. Sie enthält Wandmalereien von höchster Qualität. Bei den Ausschreitungen im März 2004 wurde im Innern der Kirche Feuer gelegt, der Altar zerbrochen und das berühmte Fresko der „Heiligen Jungfrau Eleusa“ aus dem 12.[6] oder 13.[7] Jahrhundert schwer beschädigt.[8]

#### Weitere Bauwerke von allgemeiner Bedeutung
- Erzengelkloster in Prizren: Das Kloster wurde im 14. Jahrhundert erbaut und enthält die Grabstätte des serbischen Königs Stefan Dušan. Am Ausgrabungsort sind die Fundamente zu sehen. Bei den Ausschreitungen im März 2004 wurde das Kloster geplündert und in Gegenwart von KFOR-Soldaten von einem Mob in Brand gesetzt.[9][10]
- Kloster Banjska in Banjska bei Zvečan: Das Kloster wurde von 1312 bis 1316 vom serbischen König Stefan Uroš II. Milutin erbaut und enthielt ursprünglich seine und andere königliche Grabstätten.

#### Bauwerke von regionaler Bedeutung
- Jungfrauenkirche in Mushtisht (Suhareka): Erbaut 1315 war es die älteste erhaltene, von einem privaten Gründer gestiftete Kirche, ausgeschmückt mit Wandmalereien. 1999 wurde die Kirche gesprengt, dadurch ging der größte Teil der künstlerisch sehr wertvollen Wandgemälde für immer verloren.
- Kloster der Heiler St. Cosmas und Damian in Zoçishta (Rahovec): Das Kloster wurde im 14. Jahrhundert gegründet, die Klosterkirche stammt etwa aus der gleichen Zeit, wurde später aber mehrfach umgebaut. Das Kloster war berühmt für seine Sammlung von Büchern und Ikonen. Im Juni 1999 wurde es in Brand gesetzt und zerstört. In den Jahren 2006/2007 wurde das kleine Kloster wieder aufgebaut.
- Kloster St. Uroš in Nerodima e Epërme (Ferizaj): Im 14. Jahrhundert wurde das Kloster über dem Grab des serbischen Königs Stefan Uroš errichtet. Mehrfach verlassen, wurde es im 19. Jahrhundert wieder aufgebaut. Im Juni 1999 völlig in die Luft gesprengt steht heute nur noch ein Rest der Nordwand.
- Kirche und Friedhof St. Georg in Reçan (Suhareka): Gebaut wurde die Kirche als Privatstiftung eines unbekannten serbischen Adligen im 14. Jahrhundert. Im 19. Jahrhundert wurde sie vollständig renoviert. Im Juni 1999 wurde sie zusammen mit dem umliegenden Friedhof vollständig zerstört.
- Kirche St. Nikolaus in Kijeva (Klina): Erbaut im 16. Jahrhundert mit Wandmalereien aus dem 17. Jahrhundert. 1999 wurde die Kirche gesprengt.
- Kloster und Kirche der Erscheinung in Dolac (Klina): Gegründet im 14. Jahrhundert und erneuert im 16. Jahrhundert. Die Klosterkirche war geschmückt mit Fresken vom 14. bis zum 17. Jahrhundert. Das Kloster wurde im August 1999 zerstört, die Kirche gesprengt.
- Kloster Budisavci in Budisavc (Klina): Die am besten erhaltene private Stiftung eines Klosters im Kosovo stammt aus dem frühen 14. Jahrhundert. Nach Beschädigung im 15. Jahrhundert wurde die Kirche 1568 wiederhergestellt und im 19. Jahrhundert umgebaut. Die Fresken stammen aus dem 16. Jahrhundert.
- St. Georgs-Kathedrale in Prizren: In der zweiten Hälfte des 19. Jahrhunderts erbaut, war sie Sitz des orthodoxen Bischofs von Raszien und Prizren. Die Ikonostase stammte aus dem Jahr 1720. Bei den Märzunruhen 2004 wurde die Kirche völlig niedergebrannt, es stehen nur noch die Außenwände und die Säulen. Wandmalereien, Möbel, Ikonen und andere Schätze gingen verloren. Die Kirche wurde in den Jahren 2006/2007 wiederhergestellt.
- Friedhofskirche St. Nikolaus in Gjurakovc (Istog): Erbaut im späten 16. Jahrhundert, war die Kirche reich mit Fresken geschmückt. Sie hatte eine wertvolle Ikonostase und beachtliche Ikonen aus dem 16. Jahrhundert. Im Juli 1999 wurde sie zusammen mit dem Haus des Priesters vollständig zerstört, der Friedhof verwüstet.
- Basilika St. Peter in Stari Trg (Mitrovica): Für sächsische Bergleute, die in den nahe gelegenen Bergwerken arbeiteten, wurde diese Kirche im 13. und 14. Jahrhundert errichtet und im Inneren mit byzantinischen Fresken geschmückt. Ab dem 16. Jahrhundert verlassen, zerfiel die Kirche im Laufe der Zeit. Heute stehen noch Teile der östlichen Apsis, Fragmente der Fresken sind erkennbar.
- Blockhüttenkirche St. Jeremias in Goraždevac (Peja): Erbaut um 1737/38 auf dem Gelände des zur Stadt gehörenden Friedhofes. Es ist die einzige Kirche dieser Art im Kosovo. Sie wurde 1968 detailliert renoviert.
- Gebäudekomplex von Kathedralkirche des Heiligen Zaren Uroš und Mulla-Veseli-Moschee in Ferizaj: 1933 fertiggestellte Kirche und nach dem Zweiten Weltkrieg wiedererrichtete Moschee gleich nebeneinander als Symbol religiöser Toleranz.

### Osmanische Bauten
Bei den Baudenkmälern muslimisch-osmanischer Architektur im Kosovo handelt es sich um Moscheen, Hamame (Badehäuser) und Türben (Mausoleen).
- Rote Moschee in Peja: Seinen Namen hat das Gebäude von den roten Ziegelsteinen, mit denen es 1759/60 erbaut wurde. Die Moschee wurde 1999 weitgehend zerstört.
- Kurshumli-Moschee (deutsch Bleimoschee) in Peja/Peć: Das Gebäude aus dem 16. Jahrhundert wurde in der Ära Tito zunächst als Munitionsdepot benutzt und durch eine Explosion zerstört. Seit 1965 war es – wiederaufgebaut – eine Moschee. 1999 wurde es niedergebrannt.
- Bayrakli Moschee (al-Fāti Moschee; deutsch Bannerträger-Moschee) in Peja: Die Moschee wurde in der zweiten Hälfte des 15. Jahrhunderts von Sultan Mehmet al-Fātih erbaut; 1999 niedergebrannt und nach dem Krieg mit italienischen Hilfsgeldern wiederhergestellt.
- Llapit (Lap) Moschee in Pristina: Die 1470 gebaute Moschee ist eines der ältesten Baudenkmäler der Stadt. Sie wurde im Jahr 1999 durch einen Brand zerstört.
- Sultan-Mehmet-II.-al-Fātih-Moschee in Pristina: Erbaut 1460 von Sultan Mehmet II al-Fātih in der historischen Altstadt, gehört sie zu den ältesten architektonischen Denkmälern der Stadt. Sie enthält dekorative Malereien aus dem 18. Jahrhundert.
- Großer Hammām (Großes Badehaus) in Pristina: Erbaut am Ende des 15. Jahrhunderts in unmittelbarer Nachbarschaft der Sultan Mehmet-II.-al-Fātih-Moschee. Das Gebäude ist eines der wenigen noch erhaltenen Beispiele für osmanische Badehäuser im Kosovo.
- Jasār-(Yašār)-Pascha-Moschee in Pristina: Als Baudatum wird 1834 genannt, andere Quellen geben das 16. Jahrhundert als Baubeginn an. Die Moschee wird täglich von der muslimischen Gemeinde genutzt.
- Sinan-Pascha-Moschee in Prizren: Die Moschee wurde vom Wesir von Prizren, Sinan Pascha, zu Anfang des 17. Jahrhunderts im Zentrum der Stadt errichtet. Die Dekorationen im inneren stammt aus dem 19. Jahrhundert. Das Gebäude wird von der muslimischen Gemeinde als Moschee genutzt.
- Hammām Mehmet Pasha (Badehaus Mehmet Pascha) in Prizren: Das Badehaus aus dem 16. Jahrhundert gilt als eines der herausragendsten Beispiele dieses Gebäudetyps auf dem Balkan. In seiner Architektur verbinden sich regionale mit orientalischen Elementen.
- Hadum-(Khadim)-Moschee in Gjakova: Die Moschee wurde Ende des 16. Jahrhunderts errichtet. Ursprünglich bildete sie mit Schulen und islamischer Bibliothek ein einzigartiges Ensemble in der Altstadt, dieses wurde 1999 zerstört.
- Moschee in Deçan: Die Moschee wurde Ende des 15. Jahrhunderts erbaut und 1998 teilweise zerstört. Mittlerweile wurde sie mit Hilfsgeldern aus Brunei wieder aufgebaut.
- Hammām des Ali Bey in Vushtrria: Das Gebäude ist eines der ältesten osmanischen Badehäuser.
- Hammām (Badehaus) in Mitrovica: Erbaut im 18. Jahrhundert ist das Badehaus ein Beispiel orientalischer osmanischer Architektur.
- Türbe von Sultan Murad I. in Mazgit bei Obiliq (Fushë Kosova): Das Mausoleum im osmanischen Stil wurde Ende des 14. Jahrhunderts errichtet. Es enthält ein Ehrenmal des Sultans Murad I. und die Ehrenmäler zweier Paschas aus dem 19. und frühen 20. Jahrhundert.

### Weltliche Bauwerke und Ensembles

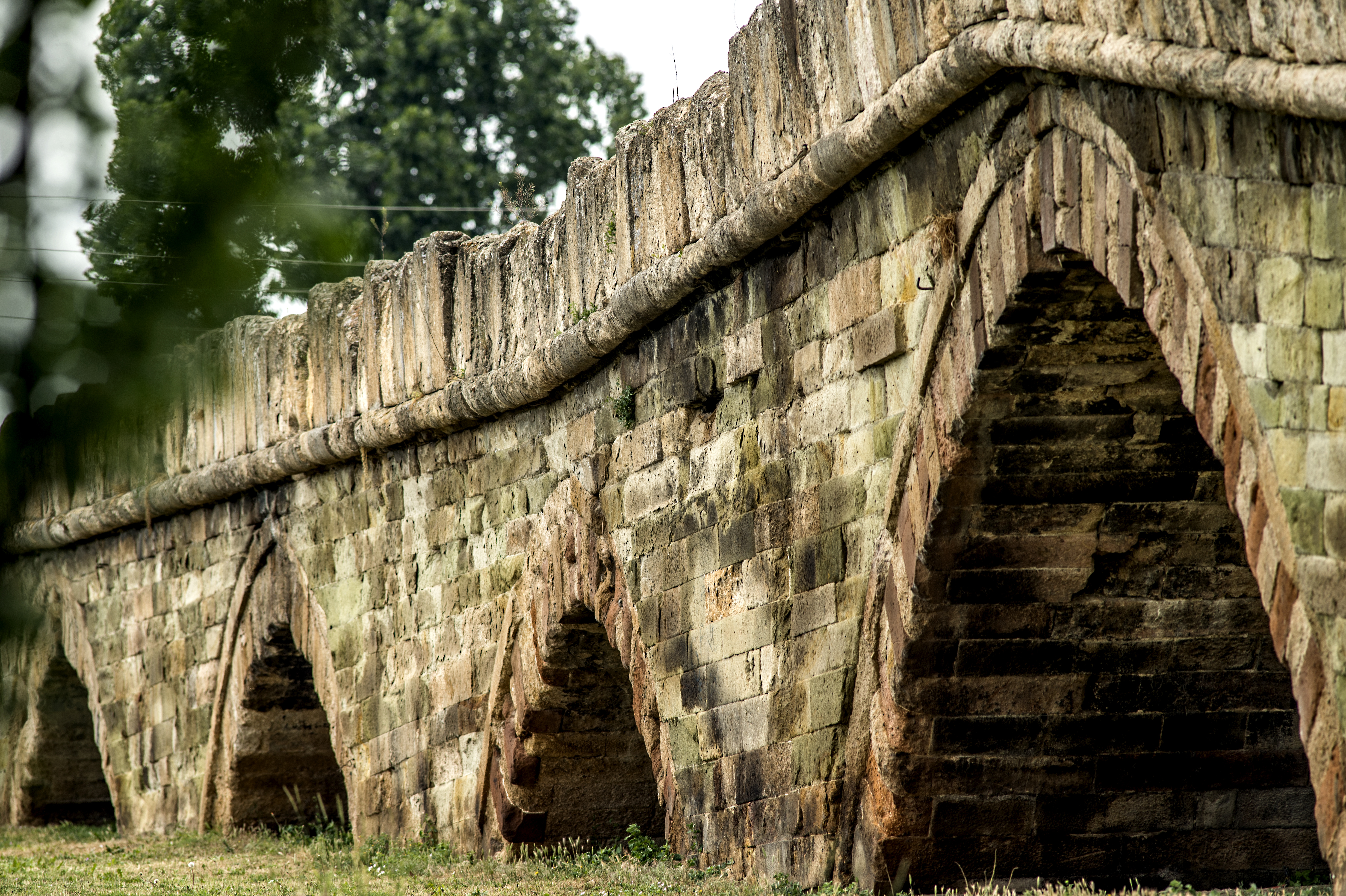
Alte Brücke in Vushtrria

- Turmhäuser (Kullas) in Deçan: Die Kullas sind festungsartige Häuser für Großfamilien. Sie gelten als typische Beispiele albanischer Architektur. Von den ursprünglich 2000 Kullas im Kosovo wurden viele in den Jahren 1998/99 zerstört. Die Kullas der Region stammen aus dem 18. bis frühen 20. Jahrhundert.
- Hysni Koshi Turmhaus in Gjakova: Das im 19. Jahrhundert erbaute Gebäude liegt im historischen Teil der Stadt am Großen Markt. Es wurde 1999 zerstört.
- Velika Hoča (Rahovec): Velika Hoča ist ein historischer Weinbauort, dessen Anfänge bis ins 12. Jahrhundert zurückgehen. Kirchen, Winzereigebäude und Weinberge bilden ein im Kosovo einzigartiges Ensemble, sie gelten als herausragendes Beispiel für eine regionale kosovo-serbische Siedlung. Viele Häuser sind – als Resultat der bewaffneten Auseinandersetzungen – verlassen und verfallen.
- Festung Novo Brdo in Novo Brdo: Bereits im vierten Jahrhundert v. Chr. gab es hier eine antike Siedlung. Ende des 13. Jahrhunderts beginnt der Bau einer großen Festung. 1326 wird der Ort zum ersten Mal erwähnt, er ist zu dieser Zeit ein Zentrum von Handel und Bergbau im serbischen Reich. Nach 1689 wandert die Bevölkerung aus, die Stadt verliert an Bedeutung.
- Festung von Pogragja: Ruinen einer Anlage aus der Spätantike.
- Festung Kalaja in Prizren: Der befestigte Platz wurde zum ersten Mal im 6. Jahrhundert v. Chr. erwähnt, ein weiteres Mal im 11. Jahrhundert n. Chr. Im mittelalterlichen serbischen Reich stand dort eine Festung. 1912 wurden Zitadelle und die Gebäude gesprengt und aufgegeben. Im Festungsbereich Funde aus neolithischer und illyrischer Epoche.
- Serbenviertel Podkaljaja/Mahalla in Prizren: Das ehemalige Serbenviertel liegt malerisch auf einem Hügel über Prizren zwischen Festung und Fluss. Die ersten Zerstörungen begannen unmittelbar nach dem Einmarsch der KFOR. Bei den Märzunruhen 2004 wurde es in Brand gesteckt und weitgehend zerstört.
- Alte Brücke in Vushtrria: Die ersten fünf Bögen der ältesten steinernen Brücke des Kosovos wurden noch in byzantinischer Zeit gebaut. Weil der Fluss seinen Lauf änderte, hat die Brücke heute keine Funktion mehr.
- Gerberbrücke bei Gjakova: Osmanische Steinbrücke mit sieben Bögen aus dem 18. Jahrhundert über den Erenik.
- Schneiderbrücke bei Gjakova: Osmanische Steinbrücke mit elf Bögen aus dem 18. Jahrhundert über den Erenik, basierend auf einem Vorgängerbau aus dem 15. Jahrhundert.
- Archäologische Ausgrabungsstätte Ulpiana in Gračanica: Römisch-byzantinische Funde, einige Funde aus der Eisenzeit. Seit dem 7. Jahrhundert v. Chr. besiedelt, wird Ulpiana zum ersten Mal im 2. Jahrhundert n. Chr. als Stadt erwähnt. Nach einem Erdbeben im Jahr 518 baute der byzantinische Kaiser Justinian I. die Stadt unter dem Namen Justiniana Secunda wieder auf.
- Gazimestan bei Obilić/Obiliq: Erinnerungsstätte der Amselfeldschlacht
- Ethnografisches Museum in Gjakova, städtisches Wohngebäude aus dem frühen 19. Jahrhundert
- Ethnologischer Park Emin Gjiku in Pristina: Das Ensemble aus drei Hauptgebäuden gilt als eines der besten Beispiele für regionale Stadtarchitektur im Kosovo. Die Ausstellung im Inneren dokumentiert das traditionelle Leben der Kosovo-Albaner.

### Bewegliche Objekte
Zum nationalen kulturellen Erbe zählen neben Bauten auch diverse bewegliche Objekte wie archäologische Fundstücke und volkstümliche Gegenstände.
Eines der bekanntesten und bedeutendsten Objekte ist die rund 7000 Jahre alte Gottheit auf dem Thron, die im Museum des Kosovo in Pristina ausgestellt ist.